# Canale della Giudecca
Het Canal della Giudecca (oude naam Canale Vigano, of ook Carbonaria, verwijzend naar de aanvoer van steenkool) is, samen met het Canal Grande, een van de belangrijkste kanalen die uitmonden in het Bacino San Marco en de Lagune van Venetië, in de Italiaanse stad Venetië. 
Het Canal della Giudecca is ongeveer 4 km lang, met een diepte van minimaal 4,1 tot maximaal 12 meter, en een breedte die varieert tussen 244 en 450 meter. Het kanaal ligt tussen het gelijknamige eiland Giudecca en de Centro Storico, de eilanden die het historisch centrum van Venetië uitmaken.  Het verdeelt hiermee de sestiere Dorsoduro in een noordelijke en zuidelijke helft aan beide zijden van het kanaal. Het kanaal loopt van aan het eiland San Giorgio in Alga in het westen tot het eiland San Giorgio Maggiore en de Bacino di San Marco in het oosten. Grote cruiseschepen kunnen er normaal gesproken doorheen op weg naar de haven.
Onder de belangrijkste gebouwen die uitkijken op het kanaal zijn aan de zuidelijke kaaien op Giudecca de Molino Stucky, Il Redentore en de Chiesa delle Zitelle.  Aan de noordelijke kaaien ligt de Chiesa dei Gesuati.  Over de hele lengte van de noordelijke kade loopt de Fondamenta delle Zattere, door de ligging op het zuiden, een van de populaire wandelparcours in de stad, te vergelijken met de Riva degli Schiavoni ten noorden van het Bacina San Marco.
Zowel gondels als openbaar vervoer per boot (Vaporetto) gaan veelvuldig door het kanaal.  De Vaporetto van de Azienda Consorzio Trasporti Veneziano heeft acht stops op het kanaal: Palanca, Rendentore, Sacca Fisola, San Basilio, San Giorgio, Spirito Santo, Zattere en Zitelle.
De elfde editie van de Europese kampioenschappen roeien werd in augustus 1903 bevochten op het Canale delle Giudecca.

## Voetnoten
1. ↑  Luc Verhuyck, Venezia. Een anekdotische reisgids, 2011, p. 595. ISBN 9789025368159